# Föllakzoid
Föllakzoid es una banda chilena formada en el 7 de julio de 2007 y está compuesta por Domingæ Garcia Huidobro (guitarra) Juan Pablo Rodríguez (bajo) hasta 2018 y Diego Lorca (Batería.), con la participación  de Gonzalo Laguna y Francisco Zenteno en el primer LP,  Ives Sepúlveda y Alfredo Thiermann en el LP II.
Se les ha catalogado dentro del rock psicodélico, neopsicodelia o space rock, seguidores de ritmos monocordes y elementos básicos de repetición influenciados por bandas como Pink Floyd, Can y Neu!.
El origen del nombre de la banda, Föllakzoid, se origina en como se pronuncia encendedor en alemán

## Historia
Debutaron en vivo el 2007 en el Club Mist, donde también tocaban bandas como La Hell Gang, The Holydrug Couple, Cindy Sisters.
Su disco debut de 2009, logró el interés del sello independiente estadounidense Scared Bones. En esta disquera lanzan un vinilo de 12 pulgadas con dos canciones en 2011. 
Durante este periodo, recorrieron Estados Unidos tocando en diferentes clubes y en el prestigioso festival SXSW de Austin, Texas. Posteriormente inician gira por Europa, compartiendo cartel con Mogwai y Loop, en el festival All Tomorrow’s Parties. También ese año harán su debut el festival Lollapalooza Chile 2012.
El disco llamado II es presentado en enero de 2013 y fue registrado en una sola toma,  en un solo día, en el estudio análogo del sello independiente BYM Records. El disco tuvo buena recepción crítica en medios como The New York Times, The Guardian y el Chicago Tribune, entre muchos otros. 
El sitio especializado Pitchfork señaló:
“Mientras su debut se inclinó hacia el rock desértico, con influencia interplanetaria, II es un giro audaz, una oscilación hacia un sonido muy diferente que sigue su propia lógica alienígena”.
Fueron nominado a Mejor Artista Rock en los Premios Pulsar 2016.
En marzo de 2018, hacen su primera gira por Asia, visitando en China, Japón y Hong Kong. Más tarde, llegaron por primera vez a Australia con fechas en Sídney, Melbourne, Katoomba y Hobart.
EL 11 de abril de 2018 son teloneros de Radiohead, junto a Junun y Flying Lotus, en el festival SUE realizado en el Estadio Nacional de Chile.
Sus videoclips están visualmente influidos por el cine de Alejandro Jodorowsky y Bela Tarr.

## Discografía

### Álbumes de estudio
- 2009: Föllakzoid

Tracklist

1. Sky Input I
2. Sky Input II
3. El Humo
4. Directo Al Sol
5. Loop
6. Lisérgico Club

- 2011: Föllakzoid (EP)

Tracklist

1. IV,III,II,I
2. Arabic-Hash

- 2013:  II

Tracklist

1. Trees
2. 9
3. Rio
4. 99
5. Pulsar

- 2015: III

Tracklist

1. Electric
2. Earth
3. Piure
4. Feuerzeug

- 2023: V

Tracklist

1. V-I
2. V-II
3. V-III
4. V-IIII